# Spodnje Jezersko
Spodnje Jezersko () je manjše izmed dveh naselij v Občini Jezersko.

## Nahajališče lehnjaka
Na levem bregu reke Kokre na nadmorski višini 825 m, okoli 2 km od Spodnjega Jezerskega je večje nahajališče lehnjaka kvartarne starosti. Debelina lehnjaka znaša na vzhodnem koncu 20 m, proti zahodu pa se izklini. Je eden največjih in najdebelejših lehnjakovih skladov v Sloveniji. V svetlorjavkastem lehnjaku je lepo ohranjena struktura okamenelih mahov, stebel, listov in korenin. Na Gorenjskem so lehnjak včasih uporabljali predvsem za klesance in stavbne detajle, od 19. stoletja naprej pa z njim oblagajo stavbe. Lehnjak občasno izkorišča podjetje Marmor Hotavlje. Izkoriščanje je omejeno, predvsem za potrebe restavriranja in v obsegu, ko so še ohranjene značilnosti lehnjakovega sklada.